# Refúgio des Conscrits
O refúgio des Conscrits (em francês significa "Refúgio dos Conscritos"), fica a 2580 m de altitude na comuna de Contamines-Montjoie, em França, no maciço do Monte Branco perto das Aiguille de Tré-la-Tête. Foi construído em 1997 e é propriedade do Clube alpino francês.

## Acesso
O acesso é feito a partir de Le Cugnon de Contamines-Montjoie passando pelas agulhas e o glaciar de Tré-la-Tête.

## Características
- Altitude: 2580 m
- Capacidade: 90 lugares durante a estação alpina, e 10 lugares de inverno sem o guarda.
- Tempo do percurso: duas horas

## Ascensões
O refúgio é o ponto de partida para a Aiguille de Tré-la-Tête e a cúpula de Miage.

## Imagens
Vistas em Camptocamp.org